# Kurhan Issyk
Kurhan Issyk – sacki kurhan położony na lewym brzegu rzeki Issyk w pobliżu miasta Issyk, 50 km na wschód od Ałmaty we współczesnym Kazachstanie. 
Wchodzi w skład nekropoli królewskiej, liczącej 45 kurhanów, zbudowanych między VII a IV wiekiem p.n.e. Wysokość ich waha się od 6 do 15 m, a średnica -  od 30 do 90 m. Długość nekropoli, liczona z południa na północ, wynosi 3 km.

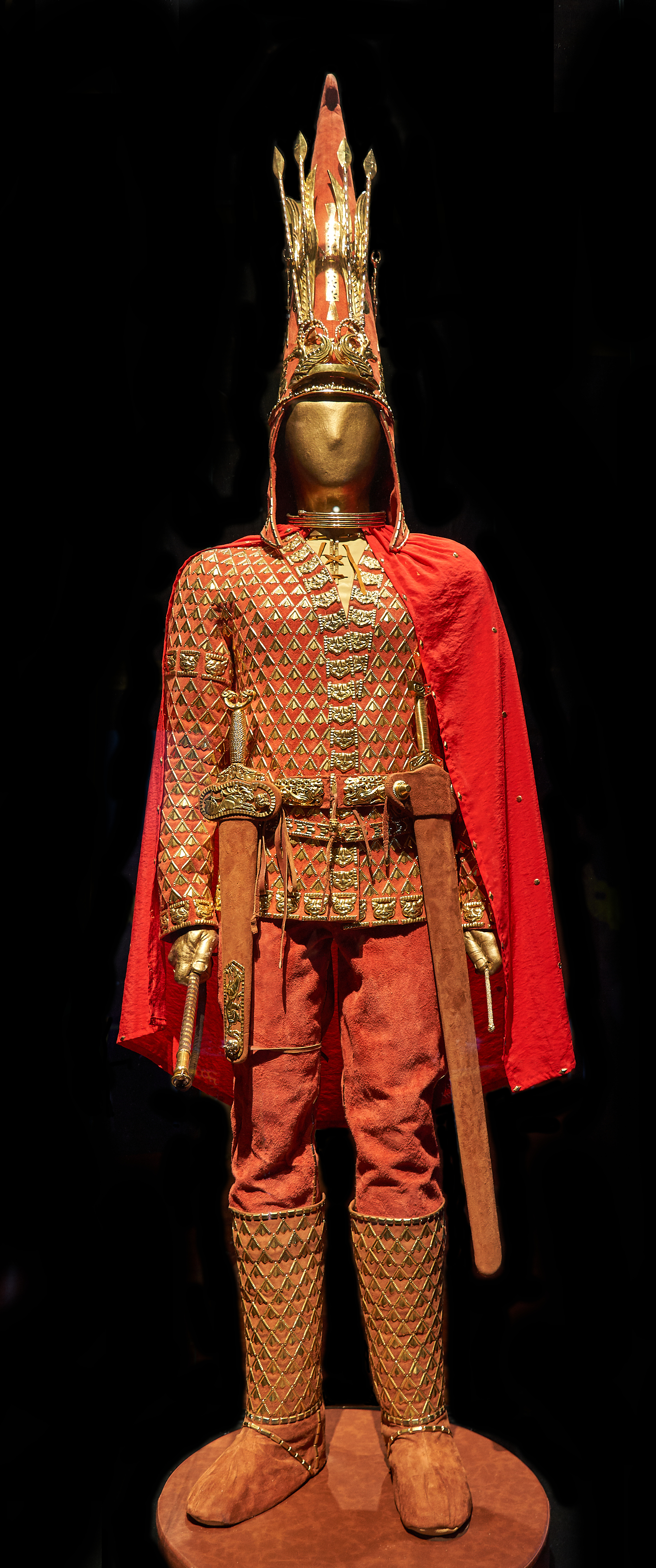
Złoty człowiek

Kurhan Issyk był najbogatszym z kurhanów wchodzących w skład nekropoli. Znajduje się w południowej części cmentarzyska. Jego wysokość wynosi 6 m, a szerokość – 60 m. We wnętrzu kurhanu archeolodzy natrafili na dwie komory grobowe: centralną i, położoną po stronie południowej, boczną. 
Komora centralna była wielokrotnie ograbiana. Jej wewnętrzny wymiary – 2,9 m x 1,5 m. Wejście do niej było od strony wschodniej. W południowej i zachodniej części komory głównej były rozmieszczone naczynia, w północnej części – szczątki zmarłego, ułożonego na plecach z głową zwróconą na zachód. Badania wykazały, że był on w wieku 16-18 lat i miał 165 cm wzrostu. Zawartość komory bocznej była nienaruszona. 
W kurhanie tym odnaleziono około 4 000 złotych przedmiotów oraz nieliczne wyroby z gliny, metalu i drewna. Przedmioty odnalezione w kurhanie umożliwiły kompletną rekonstrukcję ubioru wojownika z grobowca w Issyku. Rekonstrukcja ta znana jest pod nazwą „Złotego Człowieka”.
Kurhan, jak i cała nekropola, zostały odkryte w 1969 przez kazachskiego archeologa K.A. Akiszewa.